# Paul Langemak (Staatsrat)
Paul Langemak, auch Langemack (* 30. September 1867 in Bergen auf Rügen; † 12. Juni 1947 in Stralsund) war ein deutscher Jurist und Politiker (DVLP, DNVP). Er war Mitglied des Preußischen Staatsrates.

## Leben
Paul Langemak war der Sohn des gleichnamigen Stralsunder Juristen Paul Langemak und von Maria Adelheide, geb. Giese. Sein jüngerer Bruder Hugo Langemak wurde Vizeadmiral der Kaiserlichen Marine.
Er besuchte das Gymnasium Stralsund und studierte dann Rechtswissenschaften an der Universität Jena und an der Universität Berlin. Der promovierte Jurist war ab 1895 als Rechtsanwalt und ab 1908 als Notar in seiner Heimatstadt Stralsund tätig; 1908 erhielt er den Titel eines Justizrates. Von 1914 bis 1918 diente er als Soldat im Ersten Weltkrieg, zuletzt als Major.
1917 gehörte er zu den Gründungsmitgliedern der Deutschen Vaterlandspartei (DVLP). Ab 1918 war er Mitglied der Deutschnationalen Volkspartei (DNVP) und im Stralsunder Bürgerschaftlichen Kollegium Fraktionsvorsitzender der bürgerlichen „Arbeitsgemeinschaft“. Kurz nach Ausbruch der Novemberrevolution legte Langemak, der eine Leitfigur des konservativen Bürgertums in Stralsund war, sein Mandat nieder. Nachdem sich der Arbeiter- und Soldatenrat von Rücktrittsforderungen distanziert hatte, trat er dem Kollegium wieder bei. Ab 1921 war er Mitglied des Provinziallandtags der Provinz Pommern und von 1921 bis 1933 Vorsitzender des Provinzialausschusses. Der Provinziallandtag wählte ihn für den Zeitraum von Mai 1921 bis Juni 1923 als stellvertretendes Mitglied in den Preußischen Staatsrat, für den Zeitraum von Juni 1923 bis zur Abschaffung des Staatsrates im Juli 1933 als ordentliches Mitglied. Im Staatsrat gehörte er der Fraktion der Preußischen Arbeitsgemeinschaft im Staatsrat an, ab April 1933 der Fraktion der Kampffront Schwarz-Weiß-Rot. Von April bis Juli 1933 war er stellvertretender Vorsitzender des Wirtschaftsausschusses des Staatsrats.
1945 wurde sein Aufnahmeantrag von der Stralsunder SPD abgelehnt. Ihm wurden die Zulassungen als Rechtsanwalt und Notar entzogen. Sein Immobilienbesitz wurde enteignet.